# Michael Stapfer

Michael Stapfer

Michael Stapfer (* 18. Oktober 1871 in Kirchham; † 27. September 1950 in Schlupfing bei Pocking) war ein deutscher Politiker (Zentrum).

## Leben
Nach dem Besuch der Volksschule in Kirchham und Pocking arbeitete Stapfer in der Landwirtschaft. Nachdem er bereits von 1893 bis 1894 dem Militär angehört hatte, nahm Stapfer von 1914 bis 1916 am Ersten Weltkrieg teil, in dem er mit dem Verdienstkreuz 3. Klasse mit Schwertern ausgezeichnet wurde.
Von Januar 1919 bis Juni 1920 saß Stapfer als Abgeordneter der katholischen Zentrumspartei für den Wahlkreis 25 (Regierungsbezirk Niederbayern und Oberpfalz) in der Weimarer Nationalversammlung. Später verließ Stapfer die Zentrumspartei, um sich der Bayerischen Volkspartei anzuschließen.
Von 1924 bis 1933 gehörte Stapfer dem Bayerischen Landtag als Abgeordneter an.
Vom 27. bis zum 28. Juni 1933 wurde Stapfer von den Nationalsozialisten im Rahmen ihres Vorgehens gegen die BVP in „Schutzhaft“ genommen.
Stapfer gehörte außerdem dem Vorstand der Zuchtstiergenossenschaft Pocking und dem Vorstand des Ackerbauvereins sowie der Gemeindeverwaltung von Indling an.

## Ehrungen
Heute erinnert die nach Stapfer benannte Michael-Stapfer-Straße in Pocking an sein Leben und seine politische Tätigkeit.